# Pablo Barrios
Pablo Barrios Rivas (Madrid, 15 giugno 2003) è un calciatore spagnolo, centrocampista dell'Atlético Madrid.

## Caratteristiche tecniche
È un centrocampista centrale, ambidestro, con propensione offensiva.

## Carriera

### Club
Pablo Barrios cresce calcisticamente nel Moratalaz e nel Real Madrid, prima di entrare a far parte del settore giovanile dell'Atlético Madrid nel 2017. Nel 2022 si mette in mostra con le giovanili dell'Atlético Madrid, risultando uomo partita nell'incontro di Youth League vinto per 3-2 contro i concittadini del Real. Il 3 marzo firma dunque il suo primo contratto da professionista. Esordisce con l'Atlético Madrid B il 4 settembre 2022 nell'incontro valido per il campionato di Segunda Federación contro il Gimnástica perso per 1-0.
Con la prima squadra fa il suo debutto ufficiale al Nuevo Mirandilla il 29 ottobre 2022, avvicendando Geoffrey Kondogbia nell'incontro di Primera División perso 3-2 col Cadice. Il 22 dicembre 2022 mette a segno la sua prima rete con i colchoneros in occasione del match di Coppa del Re vinto per 3-1 in casa dell'Arenteiro. Il 1º dicembre 2023 si sottopone a operazione per la ricostruzione del menisco. Il 6 aprile 2025 mette a segno la sua prima rete in Liga, firmando il gol del decisivo 2-1 in casa del Siviglia. Il 19 giugno 2025 realizza una doppietta in occasione della partita valida per la fase a gironi del Mondiale per club, vinta per 3-1 contro i Seattle Sounders.

### Nazionale
Vanta tre presenze con la nazionale spagnola Under-19. Il 22 marzo 2023 viene convocato dal CT Santiago Denia nella nazionale Under-21. Esordisce con l'Under-21 in amichevole contro i pari età della Svizzera.
Nel 2024 prende parte ai XXXIII giochi olimpici, convocato da Santi Denia. La spedizione con la Rojita si conclude con la vittoria dell'oro in finale con la Francia.
Il 16 novembre 2024 viene convocato per la prima volta in nazionale maggiore, con cui ha esordito due giorni dopo nel successo per 3-2 in Nations League contro la Svizzera.

## Statistiche

### Presenze e reti nei club
Statistiche aggiornate al 20 giugno 2025.
| Stagione               | Squadra                | Campionato             | Campionato | Campionato | Coppe nazionali | Coppe nazionali | Coppe nazionali | Coppe continentali | Coppe continentali | Coppe continentali | Altre coppe | Altre coppe | Altre coppe | Totale | Totale |
| Stagione               | Squadra                | Comp                   | Pres       | Reti       | Comp            | Pres            | Reti            | Comp               | Pres               | Reti               | Comp        | Pres        | Reti        | Pres   | Reti   |
| ---------------------- | ---------------------- | ---------------------- | ---------- | ---------- | --------------- | --------------- | --------------- | ------------------ | ------------------ | ------------------ | ----------- | ----------- | ----------- | ------ | ------ |
| ago.-dic. 2022         | Atlético Madrid B      | SF                     | 13         | 1          | -               | -               | -               | -                  | -                  | -                  | -           | -           | -           | 13     | 1      |
| 2022-2023              | Atlético Madrid        | PD                     | 21         | 0          | CR              | 4               | 2               | UCL                | 1                  | 0                  | -           | -           | -           | 26     | 2      |
| 2023-2024              | Atlético Madrid        | PD                     | 24         | 0          | CR              | 4               | 0               | UCL                | 7                  | 1                  | SS          | 0           | 0           | 35     | 1      |
| 2024-2025              | Atlético Madrid        | PD                     | 31         | 1          | CR              | 4               | 0               | UCL                | 6                  | 0                  | Cmc         | 2           | 2           | 43     | 3      |
| Totale Atlético Madrid | Totale Atlético Madrid | Totale Atlético Madrid | 76         | 1          |                 | 12              | 2               |                    | 14                 | 1                  |             | 2           | 2           | 104    | 6      |
| Totale carriera        | Totale carriera        | Totale carriera        | 89         | 2          |                 | 12              | 2               |                    | 14                 | 1                  |             | 2           | 2           | 117    | 7      |

### Cronologia presenze e reti in nazionale
| Cronologia completa delle presenze e delle reti in nazionale ― Spagna | Cronologia completa delle presenze e delle reti in nazionale ― Spagna | Cronologia completa delle presenze e delle reti in nazionale ― Spagna | Cronologia completa delle presenze e delle reti in nazionale ― Spagna | Cronologia completa delle presenze e delle reti in nazionale ― Spagna | Cronologia completa delle presenze e delle reti in nazionale ― Spagna | Cronologia completa delle presenze e delle reti in nazionale ― Spagna | Cronologia completa delle presenze e delle reti in nazionale ― Spagna |
| Data                                                                  | Città                                                                 | In casa                                                               | Risultato                                                             | Ospiti                                                                | Competizione                                                          | Reti                                                                  | Note                                                                  |
| --------------------------------------------------------------------- | --------------------------------------------------------------------- | --------------------------------------------------------------------- | --------------------------------------------------------------------- | --------------------------------------------------------------------- | --------------------------------------------------------------------- | --------------------------------------------------------------------- | --------------------------------------------------------------------- |
| 18-11-2024                                                            | Santa Cruz de Tenerife                                                | Spagna                                                                | 3 – 2                                                                 | Svizzera                                                              | UEFA Nations League 2024-2025 - 1º turno                              | -                                                                     | 79’                                                                   |
| Totale                                                                |                                                                       | Presenze                                                              | 1                                                                     |                                                                       | Reti                                                                  | 0                                                                     |                                                                       |

| Cronologia completa delle presenze e delle reti in nazionale ― Spagna under 21 | Cronologia completa delle presenze e delle reti in nazionale ― Spagna under 21 | Cronologia completa delle presenze e delle reti in nazionale ― Spagna under 21 | Cronologia completa delle presenze e delle reti in nazionale ― Spagna under 21 | Cronologia completa delle presenze e delle reti in nazionale ― Spagna under 21 | Cronologia completa delle presenze e delle reti in nazionale ― Spagna under 21 | Cronologia completa delle presenze e delle reti in nazionale ― Spagna under 21 | Cronologia completa delle presenze e delle reti in nazionale ― Spagna under 21 |
| Data                                                                           | Città                                                                          | In casa                                                                        | Risultato                                                                      | Ospiti                                                                         | Competizione                                                                   | Reti                                                                           | Note                                                                           |
| ------------------------------------------------------------------------------ | ------------------------------------------------------------------------------ | ------------------------------------------------------------------------------ | ------------------------------------------------------------------------------ | ------------------------------------------------------------------------------ | ------------------------------------------------------------------------------ | ------------------------------------------------------------------------------ | ------------------------------------------------------------------------------ |
| 24-3-2023                                                                      | Almeria                                                                        | Spagna under 21                                                                | 3 – 2                                                                          | Svizzera under 21                                                              | Amichevole                                                                     | -                                                                              | 84’                                                                            |
| 28-3-2023                                                                      | Vannes                                                                         | Francia under 21                                                               | 0 – 0                                                                          | Spagna under 21                                                                | Amichevole                                                                     | -                                                                              | 63’                                                                            |
| 8-9-2023                                                                       | Paola                                                                          | Malta under 21                                                                 | 0 – 6                                                                          | Spagna under 21                                                                | Qual. Europeo Under-21 2025                                                    | -                                                                              |                                                                                |
| 11-9-2023                                                                      | Jaén                                                                           | Spagna under 21                                                                | 1 – 0                                                                          | Scozia under 21                                                                | Qual. Europeo Under-21 2025                                                    | -                                                                              |                                                                                |
| 17-11-2023                                                                     | Huelva                                                                         | Spagna under 21                                                                | 2 – 0                                                                          | Ungheria under 21                                                              | Qual. Europeo Under-21 2025                                                    | -                                                                              | 88’                                                                            |
| 21-11-2023                                                                     | Lovanio                                                                        | Belgio under 21                                                                | 1 – 1                                                                          | Spagna under 21                                                                | Qual. Europeo Under-21 2025                                                    | -                                                                              | 70’                                                                            |
| 21-3-2024                                                                      | Jerez de la Frontera                                                           | Spagna under 21                                                                | 0 – 2                                                                          | Slovacchia under 21                                                            | Amichevole                                                                     | -                                                                              | 46’                                                                            |
| 26-3-2024                                                                      | Almeria                                                                        | Spagna under 21                                                                | 1 – 0                                                                          | Belgio under 21                                                                | Qual. Europeo Under-21 2025                                                    | -                                                                              | 83’                                                                            |
| Totale                                                                         |                                                                                | Presenze                                                                       | 8                                                                              |                                                                                | Reti                                                                           | 0                                                                              |                                                                                |

| Cronologia completa delle presenze e delle reti in nazionale ― Spagna olimpica | Cronologia completa delle presenze e delle reti in nazionale ― Spagna olimpica | Cronologia completa delle presenze e delle reti in nazionale ― Spagna olimpica | Cronologia completa delle presenze e delle reti in nazionale ― Spagna olimpica | Cronologia completa delle presenze e delle reti in nazionale ― Spagna olimpica | Cronologia completa delle presenze e delle reti in nazionale ― Spagna olimpica | Cronologia completa delle presenze e delle reti in nazionale ― Spagna olimpica | Cronologia completa delle presenze e delle reti in nazionale ― Spagna olimpica |
| Data                                                                           | Città                                                                          | In casa                                                                        | Risultato                                                                      | Ospiti                                                                         | Competizione                                                                   | Reti                                                                           | Note                                                                           |
| ------------------------------------------------------------------------------ | ------------------------------------------------------------------------------ | ------------------------------------------------------------------------------ | ------------------------------------------------------------------------------ | ------------------------------------------------------------------------------ | ------------------------------------------------------------------------------ | ------------------------------------------------------------------------------ | ------------------------------------------------------------------------------ |
| 24-7-2024                                                                      | Parigi                                                                         | Uzbekistan olimpica                                                            | 1 – 2                                                                          | Spagna olimpica                                                                | Olimpiadi 2024 - 1º turno                                                      | -                                                                              |                                                                                |
| 27-7-2024                                                                      | Bordeaux                                                                       | Rep. Dominicana olimpica                                                       | 1 – 3                                                                          | Spagna olimpica                                                                | Olimpiadi 2024 - 1º turno                                                      | -                                                                              | 66’                                                                            |
| 30-7-2024                                                                      | Bordeaux                                                                       | Spagna olimpica                                                                | 1 – 2                                                                          | Egitto olimpica                                                                | Olimpiadi 2024 - 1º turno                                                      | -                                                                              | 66’                                                                            |
| 2-8-2024                                                                       | Décines-Charpieu                                                               | Giappone olimpica                                                              | 0 – 3                                                                          | Spagna olimpica                                                                | Olimpiadi 2024 - Quarti di finale                                              | -                                                                              |                                                                                |
| 5-8-2024                                                                       | Marsiglia                                                                      | Marocco olimpica                                                               | 1 – 2                                                                          | Spagna olimpica                                                                | Olimpiadi 2024 - Semifinale                                                    | -                                                                              | 62’                                                                            |
| 9-8-2024                                                                       | Parigi                                                                         | Francia olimpica                                                               | 3 – 5 dts                                                                      | Spagna olimpica                                                                | Olimpiadi 2024 - Finale                                                        | -                                                                              |                                                                                |
| Totale                                                                         |                                                                                | Presenze                                                                       | 6                                                                              |                                                                                | Reti                                                                           | 0                                                                              |                                                                                |

## Palmàres

### Nazionale
- Oro olimpico: 1

Parigi 2024